# Iluilaarsuk
Iluilaarsuk [iluiˈlɑːsːuk] (nach alter Rechtschreibung Iluilârssuk) ist eine wüst gefallene grönländische Siedlung im Distrikt Paamiut in der Kommuneqarfik Sermersooq.

## Lage
Iluilaarsuk liegt auf einer winzigen Landspitze, die mit einigen vorgelagerten Insel direkt an der Labradorsee liegt. 22 km nordwestlich befindet sich Paamiut.

## Geschichte
Im 18. Jahrhundert war Otto Fabricius in Iluilaarsuk als Missionar tätig, wo er auch sein Wissen über Grönland sammelte, das er in seinen wissenschaftlichen Werken festhielt.
Es ist überliefert, dass bereits Ende des 18. Jahrhunderts 34 Menschen in Iluilaarsuk lebten. Die nächste Nennung stammt aus dem Jahr 1840.
Ab 1911 gehörte Iluilaarsuk zur Gemeinde Frederikshaab. 1918 hatte der Wohnplatz 52 Einwohner, die in acht grönländischen Wohnhäusern lebten. Es gab eine 1897 errichtete Schulkapelle mit knapp 18 m² Fläche, die als Torfmauerhaus mit innerer Holzverkleidung gebaut war. In ihr unterrichtete ein ungelernter Katechet. Unter den Bewohnern waren sechs Jäger und zwei Fischer, die hauptsächlich von der Robbenjagd lebten.
1929 erhielt der Ort eine neue Schulkapelle. Bis 1950 lebten maximal 125 Menschen in Iluilaarsuk. 1950 wurde Iluilaarsuk in die neue Gemeinde Paamiut eingegliedert. 1960 hatte der Wohnplatz noch 86 Einwohner, aber bereits 1962 wurde er aufgegeben.